# Confignon
Confignon es una comuna suiza del cantón de Ginebra, fundada en 1814. Limita al norte con la comuna de Onex, al este con Plan-les-Ouates, al sur con Perly-Certoux, y al oeste con Bernex.